# Девітт Клінтон
Девітт Клінтон (англ. DeWitt Clinton; 2 березня 1769, Літл-Брітен, Нью-Йорк — 11 лютого 1828, Олбані, Нью-Йорк) — американський політик.

## Коротка біографія
Його дядько Джордж Клінтон був віце-президентом США. Закінчив коледж Кінгс (нині Колумбійський університет) у 1786 р., вивчав право і працював адвокатом. У наступні роки був особистим секретарем губернатора штату Нью-Йорк.
З 9 лютого 1802 по 4 листопада 1803 рр. він представляв штат Нью-Йорк у Сенаті США. З 1803 по 1807, з 1808 по 1810 і з 1811 по 1815 рік був мером Нью-Йорка. Як мер брав участь у створенні Історичного товариства Нью-Йорка і Академії витончених мистецтв. З 1811 по 1813 рік він працював віце-губернатором штату Нью-Йорк. У 1812 році Клінтон був кандидатом у президенти від Федералістської партії. Протягом 1808-1825 років він був регентом Університету Нью-Йорка. Він був членом комісії, яка займалася плануванням і будівництвом каналу Ері. З 1817 по 1821 і з 1825 по 1828 рік — губернатор штату Нью-Йорк.